# サン・クエンティン州立刑務所
サン・クエンティン州立刑務所（サン・クエンティンしゅうりつけいむしょ、英: San Quentin State Prison）は、アメリカ合衆国カリフォルニア州マリン郡の非法人地域サン・クエンティンにある刑務所である。
設立されたのは1852年7月、州内では最も古い刑務所である。場所はサンフランシスコの北部に位置し、面積はおよそ1.78km2。また、死刑囚も収監されており、死刑が執行される時の為にガス室が用意されているが、使用はされておらず、近年実施された死刑は致死量の薬物を注射する形式で行われた。
メタリカのアルバムセイント・アンガータイトル曲である「セイント・アンガー」のミュージック・ビデオは、この刑務所内で撮影された。背後に映っているのはエキストラではなく本物の囚人である。

## 著名な受刑者
- ランディ・クラフト： 1989年に死刑を宣告。
- チャールズ・マンソン：1989年にココラン州刑務所に移されるまで収監されていた。2017年11月19日に死亡。
- リチャード・ラミレス：1989年に死刑を宣告。2013年6月7日に肝不全で死亡。
- ゴードン・ノースコット：1930年10月2日、死刑執行。
- ウィリアム・ボニン：1996年2月23日、薬物刑執行。